# Bračna vas
Bračna vas je naselje v Občini Brežice.

## Prebivalstvo
Etnična sestava 1991:
- Slovenci: 35 (92,1 %)
- Neznano: 3 (7,9 %)